# ميغومي أوراوا
ميغومي أوراوا (باليابانية: 浦和 めぐみ) مواليد 30 نوفمبر 1965 في تشيبا، اليابان، هي مؤدية أصوات يابانية بدأت نشاطها عام 1987.

## الأعمال

### مسلسلات أنمي تلفزيونية
- ماروكو الصغيرة
- أبطال الديجيتال الجزء الثاني
- اندماج الديجيمون
- دراغون بول زد
- دراغون بول جي تي
- موكا موكا
- ون بيس
- يوغي

## وصلات خارجية
- ميغومي أوراوا على موقع IMDb (الإنجليزية)
- ميغومي أوراوا على موقع ميوزك برينز (الإنجليزية)
- ميغومي أوراوا على موقع قاعدة بيانات الفيلم (الإنجليزية)
- ميغومي أوراوا على موقع ANN person (الإنجليزية)